# Kyle Jean
Kyle Jean, född 1 mars 1990 i Sault Ste. Marie, Michigan, är en amerikansk ishockeyforward.